# Banner Benedek
Banner Benedek (Székudvar, 1884. április 25. – Budapest, 1968. szeptember 24.) magyar régész, néprajzkutató, tanár.

## Életpályája
Gyermekkorát Békésen töltötte. Békéscsabán érettségizett. 1901-1905 között a  kolozsvári egyetem hallgatója volt, ahol Pósta Béla és Herrmann Antal oktatta. 1910-1914 között a Délmagyarországi Történelmi és Régészeti Múzeumtársulat másodtitkára volt. 1912-ben bölcsészdoktori címet szerzett. 1914-ben a Felügyelőség által szervezett néprajzi tanfolyamon vett részt. Az első világháborúig Temesváron tanított. 1915. október 21-én orosz fogságba esett. 1915-1920 között Szibéria különböző fogolytáboraiban raboskodott. 
1921-től Békéscsabán a Lorántffy Zsuzsanna Leánygimnáziumban oktatott, 1934-1945 között az intézmény igazgatója volt. 1923-ban lett a békéscsabai múzeum munkatársa. 1925-től gondozta a néprajzi anyagot. 1946-ban nyugdíjba vonult.

## Művei
- Adatok a Nyitra-megyei Ság község tótjainak tárgyi néprajzához (1912)
- Mehmed Tahir, Cuzuki Kenzo és mások (1922)
- A pokol tornácán (1924)
- Mandzsúrián keresztül (1927)
- A békéscsaba-fényesi sírmező (1933)
- Középkori gölöncsér-kemence Békéscsabán (1933)
- Békéscsaba földrajza (1936)
- Adalékok Gyóni Géza hadifogoly életéhez (visszaemlékezések, 1962)